# Михалко Скаліцкі
Михалко Скаліцкі (Михайло Ярославович Скаліцкі; нар. 4 червня 1959, с. Озеро, Рівненська обл.) — український письменник, перекладач, критик родом з Рівненського Полісся, живе в Миколаєві. Автор критичних статей, літературознавчого есею «Феномен детектива», новел, віршів, повісті «Амінь», які друкувалися в українських літературних журналах («Сучасність», «Кур'єр Кривбасу», «Дзвін», «Критика» тощо). Новели і повість згодом увійшли до збірки «Музічка» (2007).
Організатор літературного процесу, засновник і головний редактор миколаївського літературного журналу «Літера Н» (видавався 2004—2012).
Михалко Скаліцкі відзначений у «Малій українській енциклопедії актуальної літератури» (1998) від Володимира Єшкілєва і Юрія Андруховича.
Член Асоціації українських письменників.

## Художній стиль і внесок
На думку письменника і перекладача Леоніда Кононовича, саме Михалко Скаліцкі (разом з Олександром Вільчинським) ввів в обіг сучасної української літератури і утвердив «коротку містку фразу, органічно пов'язану з цілою ритмічною структурою тексту». Кононович підсумовує це як цивілізаційно-культурний злам: «треба думати, епоха безформної кучерявої прози, притаманної соц-совмистецтву („укирсучлітратурі“)… нарешті проходить, — прозовий твір нині буде мислитись як єдність, котра організованістю дорівнює поетичному тексту».
Соліст козак-рок гурту Гайдамаки, Олександр Ярмола рекомендує твори Михалка Скаліцкого, як такі, що варто прочитати з сучасної української літератури.

## Журнал «Літера Н»
Літературний журнал «Літера Н» заснували Михалко Скаліцкі і Євген Проворний, перший випуск вийшов друком 2004 року.
Журнал виходив що два місяці, містив художні, публіцистичні й критичні тексти українською та російською мовами. Засновники позиціонували видання як «журнал поезії».
Журнал був неприбутковий, некомерційний, неґрантовий, недержавний і неполітичний, видавався власним коштом редакторів і на пожертви друзів журналу. Суми пожертв публікувалися.
|                                       | Ми заснували наш журнал […] з метою створити місце зустрічі поета (строго кажучи, поезії) і читача. Ми вважаємо, що Поезія — це Правда… |
| — З відкритого листа редакції журналу | |

## Педагогічна діяльність
Разом з редактурою Михалко Скаліцкі давав вільні уроки поетичної майстерності авторам-початківцям. Миколаївський поет і політик Тарас Кремінь у співавторстві з Миколою Дроботом навіть називає Михалка «духовним лідером» журналу.
Михалко продовжив давати уроки поетичної майстерності й потому як журнал перестав випускатися.
Серед учнів Михалка Скаліцкого — Олег Дорош, Сергій Зубець, Артем Бебик, Іра «Пам'ятай» Павленко[недоступне посилання], Артем Куцолабський та інші миколаївські літератори.

## Критика
Львівський поет Віктор Неборак хвалить повість «Амінь» як чудову, але звинувачує у надмірній «депресивності».
|  | Миколаївський автор Михалко Скаліцкі написав чудову повість «Амінь» — про бомжа, що нібито є сином маршала Тухачевського. Він вештається від Одеси до Києва, потім його закидає до Харкова. Урешті-решт він помирає. Якщо писав би американець, усе закінчилося б не смертю, а успіхом. Герой виграв би якусь лотерею, став багатим. А наш письменник має закатрупити свого героя. Така специфіка нашої депресивної літератури. |